# Leptocometes obscurus
Leptocometes obscurus es una especie de escarabajo longicornio del género Leptocometes, tribu Acanthocinini, subfamilia Lamiinae. Fue descrita científicamente por Monné en 1990.
El período de vuelo de la especie se presenta durante el mes de junio.

## Descripción
Mide 9 milímetros de longitud.

## Distribución
Se distribuye por Colombia.